# タイラー・コリンズ
タイラー・ジェームズ・コリンズ（Tyler James Collins, 1990年6月6日 - ）は、アメリカ合衆国テキサス州ラボック郡ラボック出身のプロ野球選手（外野手）。左投左打。MLB・カンザスシティ・ロイヤルズ傘下所属。

## 経歴

### プロ入りとタイガース時代
2011年のMLBドラフト6巡目（全体197位）でデトロイト・タイガースから指名され、7月18日に契約した。ルーキー級ガルフ・コーストリーグ・タイガースで1試合に出場後、A-級コネチカット・タイガースへ昇格。42試合に出場して打率.313・8本塁打・31打点・6盗塁の成績を残した。
オフの11月1日にオーストラリアン・ベースボールリーグ（ABL）に参加し、シドニー・ブルーソックスに所属することになった。43試合に出場し、3本塁打22打点5盗塁、打率.298だった。12月21日に行われたABLオールスターゲームにも選出され、6番・指名打者で先発出場し、5打数2安打3打点1本塁打と活躍。MVPを受賞した。
2012年はA+級レイクランド・フライングタイガースでプレーし、126試合に出場して打率.290・7本塁打・66打点・20盗塁の成績を残した。
2013年はAA級エリー・シーウルブズでプレーし、129試合に出場して打率.240・21本塁打・79打点・4盗塁の成績を残した。
2014年3月29日にタイガースとメジャー契約を結び、開幕ロースター入りした。3月31日のカンザスシティ・ロイヤルズ戦でメジャーデビュー。同点の9回裏から代走として出場し、サヨナラのランナーとなった。この年メジャーでは18試合に出場して打率.250・1本塁打・4打点・盗塁なしという成績を残した。メジャー1年目から、外野の全ポジションを守った。
2015年は出番を大幅に増やし、外野のサブプレーヤーとして60試合に出場。打率.266・4本塁打・25打点・2盗塁という成績を記録した。守備は左翼手を37試合で、右翼手を7試合で守り、それぞれ3失策と1失策・DRS - 3と - 2という内容で、ディフェンスに関しては芳しくなかった。また、11試合で指名打者としてもプレーした。
2016年は56試合に出場し、打率.235・4本塁打・15打点・1盗塁を記録、前年ほどの成績にはならなかった。ディフェンス面では中堅手の29試合が最多で、1失策・守備率.984・DRS - 4と良くない内容だった。左翼手は13試合・右翼手は8試合で守り、それぞれDRS - 1と + 1を記録、いずれでも無失策だった。
2017年5月28日にDFAとなり、6月4日に40人枠を外れる形でAAA級トレド・マッドヘンズへ配属された。9月11日に再びメジャー契約を結んでアクティブ・ロースター入りした。この年メジャーでは49試合に出場して打率.193・5本塁打・14打点の成績を残した。オフの11月2日に40人枠を外れる形でAAA級トレドへ配属された後、7日にFAとなった。

### ロイヤルズ傘下時代
2018年1月17日にロイヤルズとマイナー契約を結び、スプリングトレーニングに招待選手として参加することになった。

## 詳細情報

### 年度別打撃成績
| 年 度    | 球 団    | 試 合 | 打 席 | 打 数 | 得 点 | 安 打 | 二 塁 打 | 三 塁 打 | 本 塁 打 | 塁 打 | 打 点 | 盗 塁 | 盗 塁 死 | 犠 打 | 犠 飛 | 四 球 | 敬 遠 | 死 球 | 三 振 | 併 殺 打 | 打 率 | 出 塁 率 | 長 打 率 | O P S |
| -------- | -------- | ----- | ----- | ----- | ----- | ----- | -------- | -------- | -------- | ----- | ----- | ----- | -------- | ----- | ----- | ----- | ----- | ----- | ----- | -------- | ----- | -------- | -------- | ----- |
| 2014     | DET      | 18    | 25    | 24    | 3     | 6     | 0        | 0        | 1        | 9     | 4     | 0     | 0        | 0     | 0     | 1     | 0     | 0     | 4     | 1        | .250  | .280     | .375     | .655  |
| 2015     | DET      | 60    | 207   | 192   | 18    | 51    | 11       | 3        | 4        | 80    | 25    | 2     | 1        | 1     | 0     | 13    | 0     | 1     | 43    | 2        | .266  | .316     | .417     | .732  |
| 2016     | DET      | 56    | 151   | 136   | 14    | 32    | 2        | 3        | 4        | 52    | 15    | 1     | 1        | 0     | 1     | 13    | 0     | 1     | 38    | 1        | .235  | .305     | .382     | .687  |
| 2017     | DET      | 49    | 169   | 150   | 18    | 29    | 4        | 1        | 5        | 50    | 14    | 0     | 4        | 0     | 1     | 18    | 0     | 0     | 55    | 2        | .193  | .278     | .333     | .611  |
| MLB：4年 | MLB：4年 | 183   | 552   | 502   | 53    | 118   | 17       | 7        | 14       | 191   | 58    | 3     | 6        | 1     | 1     | 45    | 0     | 2     | 140   | 6        | .235  | .299     | .380     | .680  |

- 2017年度シーズン終了時

### 背番号
- 18（2014年 - 2017年）